# Valeriana alpestris
Valeriana alpestris är en kaprifolväxtart som beskrevs av John Stevenson. Valeriana alpestris ingår i släktet vänderötter, och familjen kaprifolväxter. Inga underarter finns listade i Catalogue of Life.